# Chaetopeltidales
Em taxonomia, Chaetopeltidales é uma ordem de algas verdes, especificamente das Chlorophyceae.